# B68托夫蒂尔
B68托夫蒂尔（简称“B68”）是法罗群岛的足球俱乐部，位于托夫蒂尔，俱乐部创建于1962年。
该俱乐部在法罗群岛足球甲级联赛2020年赛季中排名第四。由于前四名中有两个队是法羅群島足球超級聯賽中俱乐部的二队而不能晋升，因此B68托夫蒂尔在2021年里晋升参加超级联赛的比赛。

## 球队荣誉
- 法羅群島足球超級聯賽冠军：3次
  - 1984年、1985年、1992年

## 欧洲赛事
| 赛季    | 赛事         | 轮数 |          | 俱乐部         | 比分     |
| ------- | ------------ | ---- | -------- | -------------- | -------- |
| 1993/94 | 欧洲冠军联赛 | Q    | 克罗地亚 | 萨格勒布迪纳摩 | 0-5, 0-6 |
| 2004/05 | 欧洲联盟杯   | 1Q   | 拉脫維亞 | FK文茨皮尔斯   | 0-3, 0-8 |